# Homme Veenema
Homme Veenema (Emmen, 30 augustus 1944) is een Nederlandse kunstenaar.

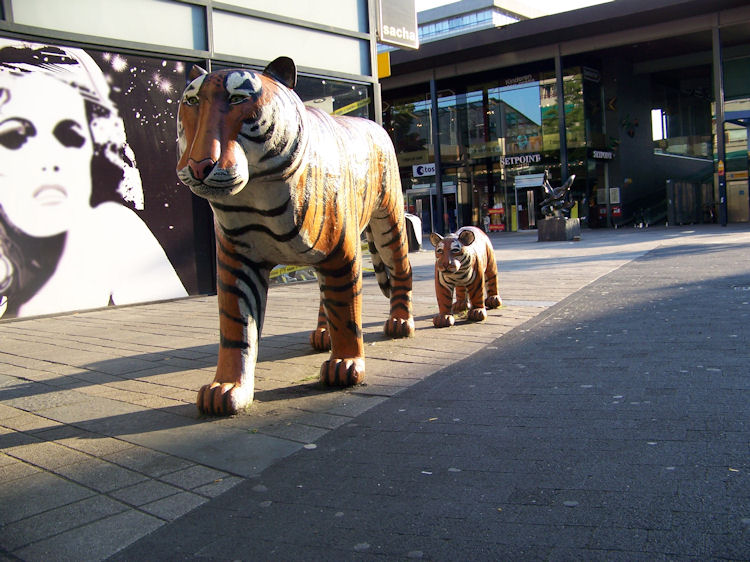
Tijgers - Emmen

## Leven en werk
Veenema is een autodidactisch kunstenaar.  Hij is ruim 35 jaar beeldhouwer. Hij werkt het meest met hout, maar heeft ook gewerkt met brons, graniet en marmer. Een van zijn grootste projecten is de giraffe van hout langs de Rijksweg 37. Hij heeft gewerkt in opdracht van bedrijven, instellingen, overheden, maar ook voor particulieren. Veel van zijn beelden zijn dieren. Veenema heeft in de afgelopen 35 jaar ruim 60 grote en kleine kunstwerken gemaakt.

## Enkele werken
- Giraffe 18 m hoog A37 Emmen (2009)
- Dinosaurus Joppie, staat tegenwoordig bij de parkeerplaats van Wildlands Adventure Zoo Emmen
- Mammoet, staat bij de ingang van het Nationaal Veenpark te Barger-Compascuum (1987)
- Berengroep, Zuiderkerk te Emmen (1989)
- Man en paard, bij de RK-kerk te Barger-Compascuum
- Tijgers, Centrum Emmen (2002)
- Kunstwerken, Georg von Opel Zoo te Frankfurt, Duitsland
- Wapenschild van brons, Voor kasteelheer Rijsdijk van het kasteel op landgoed de Markgraaf nabij Kalmthout, België.